# Site des Thermes de Metz
Le site des Thermes est un site de thermes de la ville de Metz, dans le département de la Moselle.

## Situation
Il se situe dans la ville de Metz, chef-lieu de la Moselle, dans le quartier des Îles.

## Histoire
Sur la rive du bras mort, s'élève l'abbaye bénédictine de Saint-Vincent, reconstruite au XVIIIe siècle et dont une partie des bâtiments est occupée par le lycée Fabert fondé en 1804.
Le site des Thermes est classé par arrêté du 12 juillet 1927 au titre des sites classés avec une superficie de 7 ha environ.

## Description
Le site des Thermes s'étend de part et d'autre du bras mort de la Moselle, du jardin des Thermes,  au nord-est, jusqu'au pont Saint-Marcel au sud-ouest.